# Ego-storia

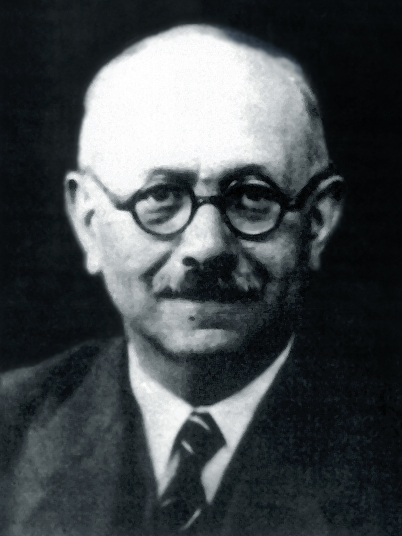
Marc Bloch

L'ego-storia è un lemma con variante grafica ego storia , derivato dal francese égo-histoire, che esprime il concetto storiografico letterario  riguardante  l'autobiografia compilata secondo criteri rigidamente storici con riferimenti a dati oggettivi e impersonali secondo il metodo della storiografia quantitativa 
Un esempio di ego-storia è quello lasciato dall'opera Apologia della storia o mestiere di storico di Marc Bloch:

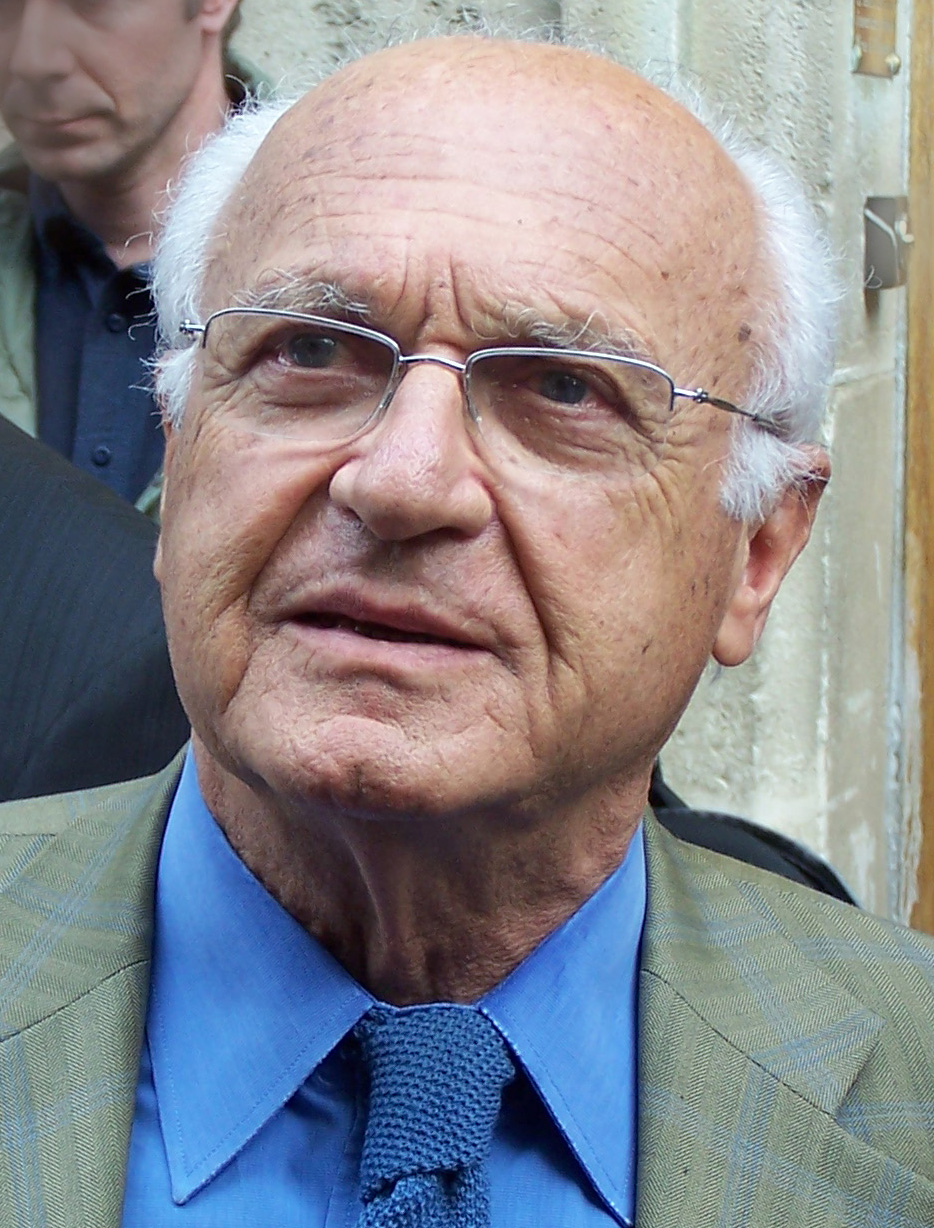
Pierre Nora nel 2011

Negli anni '80 sette importanti storici su invito di Pierre Nora, teorico della Nouvelle Histoire, si cimentarono nella composizione di un'opera che raccogliesse le loro autobiografie nella forma di ego-storie:
Sulla pratica dell'ego-storia e sulla sua validità storiografica per le autobiografie vengono indicate dallo storico Gian Paolo Romagnani una serie di noti studiosi: